# لورينكو سيميتش
لورينكو سيميتش (15 يوليو 1996) هو لاعب كرة قدم كرواتي. يلعب كمدافع لفريق سبال الإيطالي. لعب لأول مرة لنادي هايدوك سبليت الأوكراني سنة 2015، وفريق هوفيرلا يوزهورود الأوكراني، ثم انتقل إلى الدوري الإيطالي لينضم إلى نادي سامبدوريا عام 2017، وانضم في عام 2017/2018 لنادي إمبولي الإيطالي، كما شارك في بطولة أوروبا تحت 21 عاما لعام 2019، وبطولة أوروبا للشباب تحت 19 عامًا لعام 2015.

## روابط خارجية
- لورينكو سيميتش على موقع اتحاد كرواتيا (الكرواتية)
- لورينكو سيميتش على موقع اتحاد أوكرانيا (الإنجليزية)
- لورينكو سيميتش على موقع قاعدة بيانات كرة القدم.إي يو (الإنجليزية)
- لورينكو سيميتش على موقع Soccerway.com (الإنجليزية)
- لورينكو سيميتش على موقع عالم كرة القدم.نت (الإنجليزية)